# 한국식량문제연구원
한국식량문제연구원은 휴·폐된 국토를 적극 활용하여 생산공간을 확대하고 선진화된 영농기술의 개발·보급 및 소비·품질관리·유통구조 개선으로 식량정책에 이바지 목적으로 2008년 9월 8일 설립된 대한민국 농림수산식품부 소관의 사단법인이다. 사무실은 서울특별시 중랑구 상봉1동 100-7 3층에 있다.